# Aloysia virgata
Aloysia virgata là một loài thực vật có hoa trong họ Cỏ roi ngựa. Loài này được (Ruiz & Pav.) Juss. mô tả khoa học đầu tiên năm 1806.